# Piploda
Piploda é uma cidade e uma nagar panchayat no distrito de Ratlam, no estado indiano de Madhya Pradesh.

## Geografia
Piploda está localizada a 23° 21′ N, 75° 26′ L. Tem uma altitude média de 470 metros (1 541 pés).

## Demografia
Segundo o censo de 2001, Piploda tinha uma população de 7 302 habitantes. Os indivíduos do sexo masculino constituem 51% da população e os do sexo feminino 49%. Piploda tem uma taxa de literacia de 60%, superior à média nacional de 59,5%: a literacia no sexo masculino é de 71% e no sexo feminino é de 49%. Em Piploda, 15% da população está abaixo dos 6 anos de idade.